# Karl August von Heigel

Karl August von Heigel

Karl August Heigel, seit 1881 Ritter von Heigel, (* 25. März 1835 in München; † 6. September 1905 in Riva del Garda) war ein bayerischer Bibliothekar, Biograph, Dramatiker und Erzähler.

## Leben
Er war der Sohn des Münchner Schauspielers Klemens August Heigel (1792–1849) und der Hofkapellsängerin Helena, geborne Nössner (gelegentlich Nessner geschrieben). Sein Bruder war der Historiker Karl Theodor Heigel. Nach dem Freitod des Vaters wuchsen die Brüder bei der Mutter auf.
Karl August Heigel besuchte zunächst das Münchner Ludwigsgymnasium, trat zum Schuljahr 1853/54 in die Oberklasse des Maximiliansgymnasiums über und legte dort die Absolutionsprüfungen zum Abitur ab. Anschließend studierte er bis 1858 Philosophie an der Universität München und nahm in der Folge eine Stelle als Bibliothekar bei Fürst Heinrich zu Carolath-Beuthen in Oberschlesien an. Zu seinem Aufgabenbereich gehörte auch, den Neffen des Fürsten, Karl zu Carolath-Beuthen, auf seiner Grand Tour durch Europa zu begleiten, womit er gewissermaßen sowohl Hauslehrer- als auch Reiseführerfunktionen bei dem noch minderjährigen Prinzen innehatte. Nach dem Tod des Fürsten 1864 nahm Heigel seinen Wohnsitz in Berlin, wo er ab 1865 in der damaligen Frauenzeitschrift Bazar die Redigierung des Bereichs Belletristik übernahm.
Engere Beziehungen bestanden zu Hans von Bülow und seiner Gattin Cosima, der späteren Gemahlin Richard Wagners.
Nach 1875 lebte Heigel im steten Wechsel in München, Italien und Tirol. In dieser Phase arbeitete er – neben seiner schriftlichen Tätigkeit – fast ausschließlich für König Ludwig II. von Bayern, in dessen Auftrag er diverse Dramen für seine Privat-Theateraufführungen verfasste. Aufgrund dieser Verdienste verlieh ihm der König 1876 den Verdienstorden vom Hl. Michael 1. Klasse und 1880 das Ritterkreuz des Verdienstordens der Bayerischen Krone. Mit der Verleihung war die Erhebung in den persönlichen Adelsstand verbunden und er durfte sich nach der Eintragung in die Adelsmatrikel 1881 Ritter von Heigel nennen. In München schloss er sich dem Dichterkreis „Die Krokodile“ an, dem unter anderem Felix Dahn, Emanuel Geibel und Hermann Lingg angehörten. Nach dem Tod König Ludwig II. nahm er 1886 seinen Wohnsitz im Palazzo Martini in Riva am Gardasee, wo er am 6. September 1905 verstarb.
Karl August Heigel war seit seiner Jugend mit Hans von Hopfen und Felix Dahn befreundet, in späterer Zeit auch mit dem Musiker Werner Rhenius (* 1853) in Berlin. Er heiratete in erster Ehe Rosalie Wichera (* 1846 Komotau, Böhmen), die 1893 starb. 1896 ging er mit der Goldschmiedin Thekla Antonia Dittmann, geborene Gerstmann (* 1844), eine zweite Ehe ein, die jedoch bald geschieden wurde. 1904, noch kurz vor seinem Tod, heiratete er Klara Johanna Friedenthal, geborene Schmidt (* 1853 in Breslau).

## Werk
Mit seinen Werken zu Karl Stieler (Karl Stieler. Ein Beitrag zu seiner Lebensgeschichte, 1890) und König Ludwig (König Ludwig II. von Bayern, ein Beitrag zu seiner Lebensgeschichte, 1892) verfasste er neben seinen zahlreichen historischen Romanen, Novellen und Erzählungen auch zwei Biografien und eine Sammlung von Essays zur neueren Geschichte (Essays aus neuerer Geschichte, 1892).
Heute gelten einige der Werke von Heigels mit lokalen Bezügen zu Bayern als Quellen bei der Untersuchung volkstümlicher und landschaftsgebundener Literatur vor dem historischen und sozialen Hintergrund zur jeweiligen historisch-literarischen Dorfgeschichte.

## Autographen
- Brief an Berthold Auerbach (1812–1882), Berlin, 29. Juni 1868: Deutsches Literaturarchiv Marbach, Neckar / Handschriftenabteilung.
- Brief mit Unterschrift, Riva, 14. I. 1903. An Maximilian Harden mit Übersendung seines Romans „Brömmels Glück und Ende“.

## Veröffentlichungen

### Gedichte, Romane und Erzählungen
- Bar Còchba, der letzte Judenkönig. Episches Gedicht, 1856.[7]
- Walpurg. Eine Geschichte aus der Zeit Max Emanuels, Novelle. Auftrag König Maximilians II. von Bayern. Hannover 1859. 1903: Umarbeitung mit neuem Titel: Im Isartal.
- Die Tochter des Fälschers. In: Die Gartenlaube. Heft 1–5, 1863, S. 1–4, 17–20, 33–36, 49–52, 66–69 (Volltext [Wikisource]).
- Novellen. Berlin 1866.
- Es regnet. Eine Münchener Geschichte. Lesser, Berlin 1868.[8]
- Die Frau Majorin [im Regiebuch geändert: Des Kriegers Frau], Scene aus der Gegenwart. Berlin 1870.
- Ohne Gewissen. Paetel, Berlin 1871.
- Neue Novellen. Berlin 1872.
- Die Dame ohne Herz. Berlin 1873.
- Wohin?! Berlin 1873.
- Der Diplomat. Stuttgart 1874.
- Benedictus. Roman. Günther, Leipzig 1875.
- Esther (Die Aufführung von Racines Tragödie „Esther“ in Saint Cyr. Vollendung eines Manuskripts von Franz Grillparzer; Auftrag König Ludwigs II.), Berlin, um 1875.[9]
- Neue Erzählungen. Leipzig 1876.
- Das ewige Licht. Ph. Reclam jun., Leipzig o. J. [1877]
- Neueste Novellen. Braunschweig 1878.
- Der Theaterteufel. Leipzig 1878; Ph. Reclam jun., Leipzig 1921.
- Die Veranda am Gardasee. Leipzig 1879.
- Der Karneval von Venedig. Stuttgart 1880.
- Ernste und heitere Erzählungen (Der Sangesbruder. – Der Freund Tibers. – Sie spekuliert. – Der Hansei streikt. – Timon von Tarsus. – Der Diplomat von Rumpolzkirchen. – Schweninger). Gebrüder Paetel, Berlin 1887.
- Der Weg zum Himmel. München 1889.
- Karl Stieler. Ein Beitrag zu seiner Lebensgeschichte. Nebst 12 bisher ungedruckten Jugendgedichten. Zeichnungen von K. Th. Meyer, Buchner, Bamberg 1890 (Digitalisat).
- Der reine Tor. Engelhorn, Stuttgart 1890.
- Das Geheimnis des Königs. Berlin 1891.
- Essays aus neuerer Geschichte. Buchner, Bamberg 1892 (Digitalisat).
- Baronin Müller. Engelhorn, Stuttgart 1893.
- König Ludwig II. von Bayern, ein Beitrag zu seiner Lebensgeschichte. Bonz, Stuttgart 1893.
- Der Sänger. Engelhorn, Stuttgart 1895.
- Der Volksfreund. Stuttgart 1896.
- Der Herr Stationschef. Engelhorn, Stuttgart 1897.
- Der Roman einer Stadt. Berlin 1898.
- Am blauen Gardasee. Leipzig 1899.
- Weltverächter. Leipzig 1899.
- Der Maharadschah. Dresden 1900.
- Die neuen Heiligen. Potsdam 1901.
- Brömmels Glück und Ende. München 1902.
- Am Isartal. Dresden 1902.
- Weltverächter. Novelle, Hilger, Berlin/Leipzig 1908, NA 1929.
- Gluck-Gluck. Ph. Reclam jun., Leipzig 1922.
- Die nervöse Frau. A. Weichert, Berlin 1928.

### Dramen
- Marfa. Drama in fünf Aufzügen. Trauerspiel; geschrieben für Fanny Janauschek. Kolbe, Berlin, 1862; Reclams Universal-Bibliothek, Leipzig 1876. In Umarbeitung mit dem Titel Die Zarin aufgeführt.
- Freunde. Leipzig 1876.
- Die Zarin. München 1898.